# Teorema de periodicidad de Bott
En matemáticas, el teorema de periodicidad de Bott describe una periodicidad en los grupos de homotopía de los grupos clásicos, descubierto por Raoul Bott.
La periodicidad de Bott puede formularse de numerosas maneras, y la periodicidad en cuestión siempre aparece como un fenómeno de periodo 2 con respecto a la dimensión para la teoría asociada al grupo unitario.
Existen fenómenos correspondientes del período 8 para las teorías coincidentes, la teoría KO (real) y la teoría KSp (cuaterniónica), asociadas al grupo ortogonal real y al grupo simpléctico cuaterniónico, respectivamente.

## Declaración de resultado
Bott demostró que si {\displaystyle O(\infty )} es definido como límite directo de los grupos ortogonales, entonces sus grupos de homotopía son periódicos:
y los primeros 8 grupos de homotopía son los siguientes:
{\displaystyle {\begin{aligned}\pi _{0}(O(\infty ))&\simeq \mathbb {Z} _{2}\\\pi _{1}(O(\infty ))&\simeq \mathbb {Z} _{2}\\\pi _{2}(O(\infty ))&\simeq 0\\\pi _{3}(O(\infty ))&\simeq \mathbb {Z} \\\pi _{4}(O(\infty ))&\simeq 0\\\pi _{5}(O(\infty ))&\simeq 0\\\pi _{6}(O(\infty ))&\simeq 0\\\pi _{7}(O(\infty ))&\simeq \mathbb {Z} \end{aligned}}}

## Contexto y significado
El contexto de la periodicidad de Bott radica en que los grupos de homotopía de esferas, que se esperaría que desempeñaran el papel fundamental en la topología algebraica por analogía con la teoría de homología, han resultado difíciles de comprender (y la teoría es compleja). 
El tema de la teoría de homotopía estable se concibió como una simplificación, introduciendo la operación de suspensión (producto de aplastamiento con un círculo) y observando qué quedaba (a grandes rasgos) de la teoría de homotopía una vez permitido suspender ambos lados de una ecuación tantas veces como se deseara.
La periodicidad de Bott ofreció una perspectiva de algunos espacios altamente no triviales, con un estatus central en topología debido a la conexión de su cohomología con clases características, para los cuales se pudieron calcular todos los grupos de homotopía (inestables). Estos espacios son los grupos unitarios, ortogonales y simplécticos (infinitos o estables) U, O y Sp. En este contexto, estable se refiere a tomar la unión U (también conocida como el límite directo) de la secuencia de inclusiones:
{\displaystyle U(1)\subset U(2)\subset \cdots \subset U=\bigcup _{k=1}^{\infty }U(k)}
y de manera similar para O y Sp. Nótese que el uso que hace Bott de la palabra estable en el título de su artículo fundamental se refiere a estos grupos clásicos estables y no a grupos de homotopía estables.

## Espacios de bucles y espacios de clasificación
Para la teoría asociada al grupo unitario infinito, U, el espacio BU es el espacio clasificador de fibrados vectoriales complejos estables (un Grassmanniano en dimensiones infinitas). 
Una formulación de la periodicidad de Bott describe el espacio de bucles dobles, {\displaystyle \Omega ^{2}BU} de BU. Aquí, {\displaystyle \Omega } es el funtor del espacio de bucles, adjunto por la derecha a la suspensión y adjunto por la izquierda a la construcción del espacio clasificador. La periodicidad de Bott establece que este espacio de doble bucle es esencialmente BU; {\displaystyle \Omega ^{2}BU\simeq \mathbb {Z} \times BU}esencialmente (homotópicamente equivalente a) la unión de un número contable de copias de BU. Una formulación equivalente es {\displaystyle \Omega ^{2}U\simeq U.}
quedando demostrada por qué la K-teoría topológica (compleja) es una teoría periódica doble.
En la teoría correspondiente para el grupo ortogonal infinito, O, el espacio BO es el espacio clasificador de fibrados vectoriales reales estables. 
En este caso, la periodicidad de Bott establece que, para el espacio de bucles óctuples, {\displaystyle \Omega ^{8}BO\simeq \mathbb {Z} \times BO} o equivalentemente, {\displaystyle \Omega ^{8}O\simeq O,}
lo que da como resultado que la teoría KO sea una teoría periódica óctuple. Además, para el grupo simpléctico infinito, Sp, el espacio BSp es el espacio clasificador para los fibrados vectoriales cuaterniónicos estables, y la periodicidad de Bott establece que {\displaystyle \Omega ^{8}\operatorname {BSp} \simeq \mathbb {Z} \times \operatorname {BSp} ;} o equivalentemente {\displaystyle \Omega ^{8}\operatorname {Sp} \simeq \operatorname {Sp} .}
Por lo tanto, tanto la teoría K real topológica (también conocida como teoría KO) como la teoría K cuaterniónica topológica (también conocida como teoría KSp) son teorías periódicas óctuples.

## Modelo geométrico de espacios de bucles
Basándose en la observación de que existen incrustaciones naturales (como subgrupos cerrados) entre los grupos clásicos, se puede realizar la formulación de la periodicidad de Bott.
Los espacios de bucles en la periodicidad de Bott son entonces homotópicamente equivalentes a los espacios simétricos de cocientes sucesivos, con factores discretos adicionales de Z.
Sobre los números complejos :
{\displaystyle U\times U\subset U\subset U\times U.}
Sobre los números reales y cuaterniones:
{\displaystyle O\times O\subset O\subset U\subset \operatorname {Sp} \subset \operatorname {Sp} \times \operatorname {Sp} \subset \operatorname {Sp} \subset U\subset O\subset O\times O.}
Estas secuencias corresponden a secuencias en álgebras de Clifford; sobre los números complejos:
{\displaystyle \mathbb {C} \oplus \mathbb {C} \subset \mathbb {C} \subset \mathbb {C} \oplus \mathbb {C} .}
Sobre los números reales y cuaterniones:
{\displaystyle \mathbb {R} \oplus \mathbb {R} \subset \mathbb {R} \subset \mathbb {C} \subset \mathbb {H} \subset \mathbb {H} \oplus \mathbb {H} \subset \mathbb {H} \subset \mathbb {C} \subset \mathbb {R} \subset \mathbb {R} \oplus \mathbb {R} ,}

Animación del reloj de periodicidad Bott usando una esfera de reloj Mod 8 con mnemónicos de segundero tomados del I-Ching con el álgebra de Clifford real de signatura (p,q) denotada como Cl_{p,q} =Cl(p,q).

Como son 2-periódicos/8-periódicos, se pueden disponer en un círculo, llamado reloj de periodicidad de Bott y reloj de álgebra de Clifford .
Los resultados de la periodicidad de Bott se refinan en una secuencia de equivalencias de homotopía:
Para la teoría K compleja:
{\displaystyle {\begin{aligned}\Omega U&\simeq \mathbb {Z} \times BU=\mathbb {Z} \times U/(U\times U)\\\Omega (\mathbb {Z} \times BU)&\simeq U=(U\times U)/U\end{aligned}}}
Para las teorías KO y KSp reales y cuaterniónicas:
{\displaystyle {\begin{aligned}\Omega (\mathbb {Z} \times BO)&\simeq O=(O\times O)/O&\Omega (\mathbb {Z} \times \operatorname {BSp} )&\simeq \operatorname {Sp} =(\operatorname {Sp} \times \operatorname {Sp} )/\operatorname {Sp} \\\Omega O&\simeq O/U&\Omega \operatorname {Sp} &\simeq \operatorname {Sp} /U\\\Omega (O/U)&\simeq U/\operatorname {Sp} &\Omega (\operatorname {Sp} /U)&\simeq U/O\\\Omega (U/\operatorname {Sp} )&\simeq \mathbb {Z} \times \operatorname {BSp} =\mathbb {Z} \times \operatorname {Sp} /(\operatorname {Sp} \times \operatorname {Sp} )&\Omega (U/O)&\simeq \mathbb {Z} \times BO=\mathbb {Z} \times O/(O\times O)\end{aligned}}}
Los espacios resultantes son homotópicamente equivalentes a los espacios simétricos reductivos clásicos. Estos espacios resultantes son los cocientes sucesivos de los términos del reloj de periodicidad de Bott. Dichas equivalencias dan lugar a los teoremas de periodicidad de Bott.
Tabla de espacios específicos:
| Espacio bucle               | Cociente                                                                             | Clasificación de Elie Cartan | Descripción                                                                        |
| --------------------------- | ------------------------------------------------------------------------------------ | ---------------------------- | ---------------------------------------------------------------------------------- |
| {\displaystyle \Omega ^{0}} | {\displaystyle \mathbb {Z} \times O/(O\times O)}                                     | BDI                          | Grasmaniano real                                                                   |
| {\displaystyle \Omega ^{1}} | {\displaystyle O=(O\times O)/O}                                                      |                              | Grupo ortogonal (Variedad de Stiefel real)                                         |
| {\displaystyle \Omega ^{2}} | {\displaystyle O/U}                                                                  | DIII                         | espacio de estructuras complejas compatibles con una estructura ortogonal dada     |
| {\displaystyle \Omega ^{3}} | {\displaystyle U/\mathrm {Sp} }                                                      | AII                          | espacio de estructuras cuaterniónicas compatibles con una estructura compleja dada |
| {\displaystyle \Omega ^{4}} | {\displaystyle \mathbb {Z} \times \mathrm {Sp} /(\mathrm {Sp} \times \mathrm {Sp} )} | CII                          | Grasmaniano cuaterniónico                                                          |
| {\displaystyle \Omega ^{5}} | {\displaystyle \mathrm {Sp} =(\mathrm {Sp} \times \mathrm {Sp} )/\mathrm {Sp} }      |                              | Grupo simpléctico (Variedad de Stiefel cuaterniónica)                              |
| {\displaystyle \Omega ^{6}} | {\displaystyle \mathrm {Sp} /U}                                                      | CI                           | Lagrangiano Grasmaniano complejo                                                   |
| {\displaystyle \Omega ^{7}} | {\displaystyle U/O}                                                                  | AI                           | Lagrangiano Grasmaniano                                                            |

## Pruebas
La demostración original de Bott (Bott, 1959) utilizó la teoría de Morse, que Bott (1956) había empleado previamente para estudiar la homología de los grupos de Lie. 